# Giraultoma goaensis
Giraultoma goaensis är en stekelart som beskrevs av T.C. Narendran 1994. Giraultoma goaensis ingår i släktet Giraultoma och familjen kragglanssteklar. Inga underarter finns listade i Catalogue of Life.